# The Mummies
The Mummies est un groupe de garage rock américain, originaire de San Francisco, en Californie,. Il est séparé en 1992 et revient par intermittences.

## Biographie
Tout droit sorti de San Mateo, en Californie, le groupe est formé de Trent Ruane (orgue Farfisa, chant), Maz Kattuah (basse), Larry Winther (guitare) et Russell Quan (batterie). Ils deviennent un élément incontournable de la scène garage punk bourgeonnante, en même temps que The Phantom Surfers. Avec des influences de surf rock, de groupes de garage rock des années 1950 et 1960 comme The Sonics ainsi que des groupes plus récents comme Thee Mighty Caesars, les Mummies ont complètement esquivé le rock actuel de leur époque. Leur premier concert s'est tenu au Chi Chi Club à San Francisco en décembre 1988.
Les Mummies sont tout particulièrement connus pour les costumes de momies en loques qu'ils portent sur scène et l'attitude impertinente et insultante systématique qu'ils ont vis-à-vis du public. Ils créent et catalysent le concept de « Budget Rock », qui rejette le professionnalisme et le statut de star en faveur d'une esthétique du do it yourself. Comme une application de ce concept, ils donnent leurs concerts et enregistrent uniquement sur du matériel archaïque et parfois endommagé. Pendant leurs tournées, ils utilisent une très voyante ambulance Pontiac datant de 1963, peinte de façon sommaire avec des lettrages criards. Pour enfoncer encore plus le clou de leur manifeste lo-fi, ils  sortent  pendant longtemps leur disque que sur support vinyle, n'autorisant des sorties « officielles » en CD que dans les années 2000,. Billy Childish aurait dit plus tard que les Mummies a été le seul groupe de garage qu'il ait vraiment aimé.
That Girl, le premier single du groupe, est enregistré dans un entrepôt de meubles à San Francisco. Il est sorti sur leur propre label, Pre-BS, avec d'autres singles arrivant derrière sur des labels tels que Estrus Records, Telstar, Regal Select ou Rekkids. Tous ces premiers singles sont compilés en 1990 sur le LP du groupe, The Mummies Play Their Own Records. L'année suivante, Crypt records envoie Mike Mariconda pour aider le groupe à enregistrer leur premier album proprement. Enregistré dans l'arrière boutique d'un magasin d'armoires à Belmont en Californie, le groupe s'oppose aux enregistrements, préférant le son lo-fi de leurs premières productions. Ces enregistrements sortent plus tard sur l'album pirate Fuck the Mummies. Ils essayent encore, et le résultat est sorti en 1992 sur le disqueNever Been Caught
Ils effectuent une tournée aux États-Unis en 1991, jouant avec les Thee Headcoats de Childish pendant la tournée en Amérique du nord, mais se séparèrent à la nouvelle année 1992, juste au moment où Never Been Caught sortait. Ils se reforment pour deux tournées Européennes, en 1993 et 1994. La tournée de 94 comportait Beez du groupe Smugglers remplissant le rôle de bassiste. Leur album suivant, un faux album live, Party at Steeve's House, a réellement été enregistré dans une usine à Martinez, en Californie, avec Darrin de Supercharger à la basse.

### Réunions
Le groupe se réunit en 2003, sortant Death by Unga Bunga, en CD seulement, abandonnant leur éthique « seulement vinyle ».
Les Mummies donnent un concert non-annoncé en juin 2008, au Stork Club à Oakland, en Californie, ainsi qu'un concert à Valence, en Espagne, en octobre 2008 au Funtastic Dracula Carnival. Ils sont également venus jouer à Paris, en juin 2009 lors du Born Bad Records Festival au Trabendo. En octobre 2009, les Mummies donnent deux concerts au festival Budget Rock VIII, à San Francisco.

## Projets parallèles
Maz Kattuah s'est investi dans plusieurs groupes depuis la mort des Mummies, notamment le projet Christina and the Bippies. Russell Quan a enfilé les projets comme des perles depuis le début des années 1990, dont the Count Backwurds, The Dukes of Hamburg, the Easys, the Phantom Surfers, the Flakes, the Bippies and the Bobbyteens. Il est une sorte de célébrité dans le milieu du garage, pour sa façon de jouer, sa découverte et promotion du groupe Supercharger, ainsi que sa façon de danser.
Larry Winther a joué de la guitare et écrit ou coécrit pendant sept ans une poignée de chansons pour The Orange Peels, un groupe de rock indépendant de San Francisco. Larry Winther et Maz Kattuah ont aussi joué plus tôt dans un groupe de Foster City en Californie, The Batmen. À un moment, Trent Ruane a joué avec The Phantom Surfers et The Untamed Youth, mais il s'est très peu montré en public depuis la séparation des Mummies.

## Discographie

### Singles
- That Girl, 7", 1990, Pre-B.S. - réédité par Estrus Records en 1996
- Food, Sickles, And Girls, 7", 1990, Pre-B.S. - réédité par Estrus Records en 1996
- The Fabulous Mummies, 7", 1990, Estrus
- Shitsville, 7", EP, 1990, Regal Select
- Skinny Minnie, 1990, Rekkids
- Greg Lowery & The Mummies, EP, 1992, Rekkids
- Larry Winther And His Mummies (live), EP, 1992, Planet Pimp
- Introduction to The Mummies, 7" promo, 1992, Estrus
- Stronger Than Dirt, 1992, Telstar
- (You Must Fight To Live) On The Planet Of The Apes, 7", EP, 1993, Sympathy for the Record Industry.
- Gwendolyn, 1994, Pinup
- Get Late!, 1995, Estrus
- Double Dumb Ass... In The Face, double-7", EP, 1996, Estrus

### Albums vinyles et CD
- The Mummies: Play their own records!, LP, 1992, Estrus Records
- Never Been Caught, LP, 1992, Telstar - publié en Grande Bretagne sous le nom Fuck C.D.s! It's The Mummies, chez Hangman Records, et en CD en 2002 par Telstar
- Party At Steve's House, LP, 1994, Pinup
- Runnin' On Empty Vol. 1, LP, 1996, Estrus
- Runnin' On Empty Vol. 2, LP, 1997, Estrus
- Death By Unga Bunga!!, CD, 2003, Estrus Records

### Splits
- 1991 Northwest Budget Rock Massacre!, 1991, Pre-B.S.
- The Mummies Vs. The Wolfmen, EP, 1991, Sympathy for the Record Industry - split avec The Wolfmen
- Live At Café The Pit's, 1993, Demolition Derby - split avec Supercharger
- The Mummies Vs. Supercharger Tour '93, 7" Flexi EP, 1993, Pinup - split avec Supercharger

### Apparitions dans des compilations
- Tales From Estrus Volume One, 1990, Estrus
- The Estrus Half-Rack, 1991, Estrus
- Clam Chowder & Ice vs. Big Macs & Bombers, 1991, Nardwuar the Human Serviette
- Follow That Munster: Raw Sixties Punk Vol. 2, 1991, Rock Records
- Groin Thunder, 1992, Dog Meat Records
- Fuck You Spaceman!, 1992, Planet Pimp
- Turban Renewal: A Tribute To Sam The Sham & The Pharaohs, 1994, Norton Records
- Blood Orgy Of The Leather Girls Soundtrack, LP, 1994, Planet Pimp